# روبرت موزيل
روبرت موزيل (بالألمانية: Robert Musil). هو كاتب نمساوي ألماني. ولد عام 1880 في كلاغنفورت، ومات عام 1942 في جنيف. درس موزيل في الهيئات التعليمية العسكرية في النمسا هندسة الآلات الميكانيكية، ثم درس فيما بعد الفلسفة وعلم النفس في برلين. وفي الفترة من 1911 حتى 1914 عمل أميناً لمكتبة الجامعة التكنولوجية في فيينا، ثم عمل محرراً في جريدة (ننويه روندشاو) في برلين. وفي الحرب العالمية الأولى كان موزيل ضابطاً. وحتى عام 1922 عمل موظفاً بالحكومة النمساوية، وفي النهاية أصبح كاتباً حراً في برلين وفيينا، وفي عام 1938 هاجر إلى سويسرا حيث مات هناك.

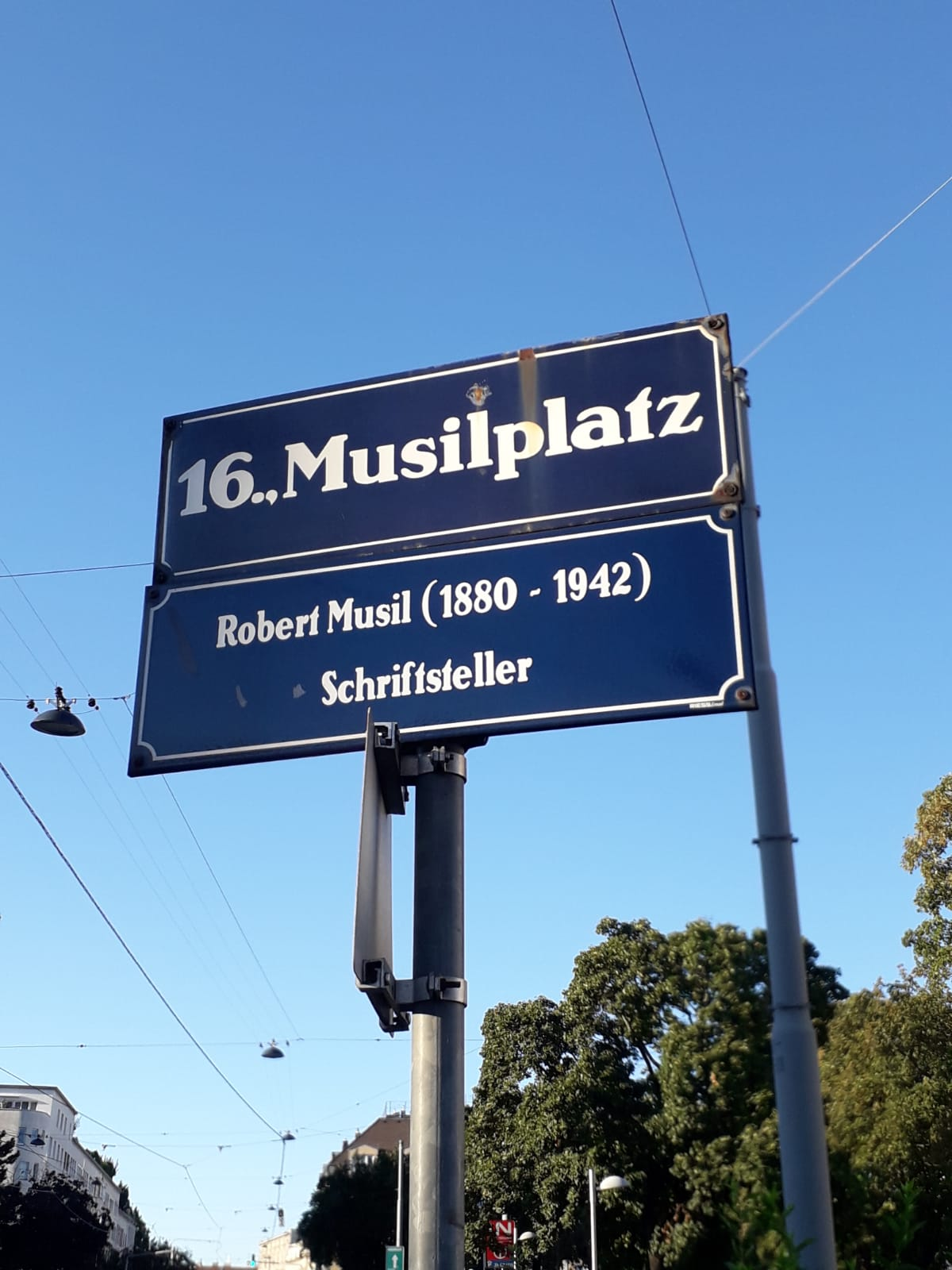
ميدان روبرت موزيل في فيينا

## أعماله
- اضطرابات التلميذ تورلس «Die Verwirrungen Des Zöglings Törle» (رواية 1906)
- توحد قصتين (1911) «Vereinigungen»
- المتحمسون «Die Schwärmer» (مسرحية 1921).
- ثلاث نساء (1924) «Drei Frauen»
- رجل بلا صفات «Der mann ohne Eigenschaften» (رواية غير مكتملة كتبت في الفترة 1921-1942).
- إرث أثناء الحياة «Nachlaβ zu Lebzeiten» (مجموعة قصص ولوحات 1936).

## ترجمات إلى العربية
صدرت لروايته الأشهر، رجل بلا صفات ترجمتان بالعربية
- «الرجل الذي لا خصال له» - العراقي فاضل العزاوي، منشورات الجمل، بيروت، 2003[2]
- «رجل بلا صفات» - ترجمة السوري محمد جديد - دار المدى، بيروت، 2014[3]

## روابط خارجية
- روبرت موزيل على موقع IMDb (الإنجليزية)
- روبرت موزيل على موقع الموسوعة البريطانية (الإنجليزية)
- روبرت موزيل على موقع مونزينجر (الألمانية)
- روبرت موزيل على موقع ألو سيني (الفرنسية)
- روبرت موزيل على موقع ميوزك برينز (الإنجليزية)
- روبرت موزيل على موقع أول موفي (الإنجليزية)
- روبرت موزيل على موقع قاعدة بيانات الأفلام السويدية (السويدية)
- روبرت موزيل على موقع إن إن دي بي (الإنجليزية)
- روبرت موزيل على موقع ديسكوغز (الإنجليزية)
- روبرت موزيل على موقع قاعدة بيانات الفيلم (الإنجليزية)